# Rio Babilônia
Rio Babilônia é um filme brasileiro de 1982, dos gêneros policial, drama e pornochanchada, dirigido por Neville de Almeida.
A trama se passa nos últimos sete dias do ano, na cidade do Rio de Janeiro, seguindo um mosaico de personagens dos mais diversos extratos sociais.

## Sinopse
No Rio de Janeiro das praias e favelas "exóticas", das atrações turísticas e da miséria, Marciano (Joel Barcelos) é acordado em seu apartamento pela ligação do colega Eduardo (Pedro Aguinaga), que trabalha em uma agência de relações públicas e pede para substituí-lo para recepcionar o Dr. Liberato (Jardel Filho, em último papel no cinema), industrial afastado do Brasil há vinte anos que, na verdade, é um traficante internacional de ouro em garimpos clandestinos no norte do país. Vera Moreira (Christiane Torloni) é uma jornalista investigativa de um jornal e confronta Liberato durante sua chegada ao aeroporto do Rio com informações para leva-lo à cadeia. 
Marciano acompanha Liberato a uma festa na casa de Madame Solange, cafetina que atende a alta elite carioca. Durante uma festa, Liberato é informado dos planos de Vera em denunciá-lo e entrega a 2 assassinos de aluguel uma pasta com fotos da jornalista. Durante a festa, ao encontrar a pasta Marciano decide avisar a jornalista dos planos de Liberato, os dois acabam passando a noite juntos. Vera decide deixar a cidade, e Marciano a acompanha até o aeroporto, sem saber que já estão sendo vigiados.
Em seguida, Marciano acompanha Linda Lamar (Patrícia Cleveland), estrela internacional que chegou ao Rio para lançar um produto de sua grife, e que mostra0se disposta a provar de tudo do "Brasil exótico". Linda Lamar se apaixona por Bira (Antônio Pitanga), um passista de escola de samba e descarta seu empresário. Enquanto isso, Marciano conhece Cláudia (Denise Dummont) e Eduardo (Pedro Aguinaga), que acompanhavam Linda e Bira no ensaio de uma escola de samba, os três participam de um ménage à trois na piscina.
Com o contrato cancelado, Linda pede a Marciano que lhe compre mil dólares em cocaína. Marciano procura Regina, e juntos vão ao Morro da Babilônia encontrar o traficante Sabará, que lhes vende a droga. Porém, são interrompidos por uma batida policial e fogem. Na saída, são assaltados e ficam sem o dinheiro e cocaína. Horas depois, Marciano fica sabendo pela TV que Vera Moreira morreu em um suspeito acidente de avião a caminho de um garimpo clandestino.
No dia seguinte, Marciano convida Lamar a conhecer o "Real Rio", para compensar a perda do dinheiro e da droga, e ambos seguem em visita pelos morros da cidade junto com outros turistas.
No último dia, Liberato passa o réveillon na festa de Cláudia e Eduardo, onde fica sabendo da morte de Vera Moreira e termina a noite nos braços de uma prostituta travesti que havia conhecido dias antes. A festa é interrompida por um assalto, e Marciano amanhece caminhando sozinho pela praia, lembrando os versos de Pablo Neruda narrados por Vera no início do filme.

## Elenco
- Joel Barcellos como Marciano
- Christiane Torloni como Vera Moreira
- Jardel Filho como Liberato / Mr. Gold
- Patrícia Cleveland como Linda Lamar
- Denise Dumont como Cláudia
- Paulo Villaça como Dante
- Pedro Aguinaga como Eduardo
- Tânia Boscoli como Regina
- Antônio Pitanga como Bira
- Sérgio Mamberti como Deputado
- Nildo Parente
- Maurício do Valle
- Renato Pedrosa
- Maria Gladys
- Wilson Grey
- Guará Rodrigues
- Júlio Braga

- Paulo César Pereio

- Evandro Mesquita
- Markito
- Norma Bengell como Madame Solange

## Prêmios e indicações
Festival de Gramado 1983
- Venceu na categoria de melhor cenografia e figurinos.
- Indicado na categoria de melhor filme.